# Eugoa mindanensis
Eugoa mindanensis là một loài bướm đêm thuộc phân họ Arctiinae, họ Erebidae.